# بول فالنتين
بول فالنتين (بالإسبانية: Pol Valentín Sancho) هو لاعب كرة قدم إسباني في مركز الدفاع، ولد في 21 فبراير 1997 في أفينيونيت دي بويغ فينتوس في إسبانيا. لعب مع خيمناستيك طركونة.

## وصلات خارجية
- بول فالنتين على موقع قاعدة بيانات كرة القدم.إي يو (الإنجليزية)
- بول فالنتين على موقع Soccerway.com (الإنجليزية)